# Kang Yoon-sung
Đây là một tên người Triều Tiên, họ là Kang.
Kang Yun-seong (tiếng Hàn: 강윤성; sinh ngày 1 tháng 7 năm 1997) là một cầu thủ bóng đá Hàn Quốc thi đấu ở vị trí tiền vệ cho Daejeon Citizen ở K League 2.

## Sự nghiệp
Kang gia nhập đội bóng ở K League Challenge Daejeon Citizen vào tháng 1 năm 2016.